# 가이 헤커
가이 잭슨 헤커(Guy Jackson Hecker, 1856년 4월 3일 ~ 1938년 12월 3일, 펜실베이니아주 영스빌)는 미국의 야구 선수로, 메이저 리그 베이스볼에서 투수로 뛰었다. 몇몇 야구 역사가들에게 19세기 투수와 타자를 겸엄했던 선수 중 최고로 평가된다. 메이저 리그 역사에서 짐 토빈(en)과 더불어 한 경기에 3홈런을 기록한 투수 중 한 명이며, 역사상 타격왕을 차지한 유일한 투수이다. 또한 정규 이닝 경기에서 6안타를 기록한 유일한 투수이다.